# Asphondylia capsici
Asphondylia capsici är en tvåvingeart som beskrevs av Barnes 1932. Asphondylia capsici ingår i släktet Asphondylia och familjen gallmyggor. Inga underarter finns listade i Catalogue of Life.